# Friedrich Kalkbrenner
Friedrich Wilhelm Kalkbrenner, også Frédéric Kalkbrenner (7. november 1785 under moderens rejse mellem Kassel og Berlin – 10. juni 1849 i Enghien-les-Bains ved Paris) var en tysk-fransk pianist og komponist.

## Biografi
Kalkbrenner var søn af kordirigenten og komponisten Christian Kalkbrenner. Efter at Friederich med udmærkelse havde fuldført Conservatoire de Paris i fagene klaver og komposition, fortsatte han uddannelsen fra 1803 til 1804 i Wien. Her blev han hjulpet frem og fik undervisning af blandt andre Joseph Haydn, Johann Georg Albrechtsberger og Ludwig van Beethoven.
Hans karriere startede som klaverlærer og pianist i Paris, og fra 1818 fortsatte han med stor succes i denne løbebane i London. Omkring 1824 slog han sig ned i Paris og grundlagde en musikskole, overvejende beregnet for viderekomne studenter.
Kalkbrenners undervisningsmetode for klaver, som senere blev videreført af eleven Camille Stamaty, blev anerkendende omtalt af blandt andre Franz Liszt. Kalkbrenner var et af Frédéric Chopins idoler, og fik sandsynligvis nogle undervisningstimer af ham. Chopin dedikerede senere sin første klaverkoncert til Kalkbrenner.
Kalkbrenner blev på et tidspunkt partner i klaverfirmaet Pleyel, studerede pianokonstruktion og videreudviklede klaverteknikken. Mellem 1824 og 1833 blev han betragtet som den mest berømte pianist i verden. 

## Værk (udvalg)
- Klaverkoncert nr. 1 d-moll op. 61 (1823)
- Klaverkoncert nr. 4 Ass-dur op. 127 (1835)
- Grande Sonate for klaver i F-dur op. 28
- Sonate i Ass-dur op. 177
- Grand Trio no. 1 for klaver, violin og cello i e-moll op. 7
- Grand Trio No. 2 for klaver, violin og cello i Ass-dur op. 14
- Tredje trio for klaver, violin og bass i B-dur op. 26
- Fjerde trio for klaver, violin og cello i D-dur op. 84
- Femte Grand Trio for klaver, violin og cello i Ass-dur op. 149
- Großes Quintett für Klavier, Klarinette, Horn, Violoncello und Kontrabass in a-Moll op. 81
- Großes Septett op. 132
- Les Charmes de la Walse op. 73
- Polonaise brillante i B-dur op. 55
- Introduktion und Rondino für Klavier over «Ahi! povero Calpigi» fra Salieris opera Tarare op. 78